# Otto Zech
Pour les articles homonymes, voir Zech.
Otto Zech  (21 octobre 1886 - 7 mai 1965) est un Generalmajor allemand de la Luftwaffe pendant la Seconde Guerre mondiale.
Il commence sa carrière militaire en entrant dans la Deutsches Heer (armée de terre) le 14 mars 1905.

## Promotions
- Charakter als Fähnrich: 14 mars 1905
- Fähnrich: 18 octobre 1915
- Leutnant: 18 août 1906
- Oberleutnant: 2 décembre 1914
- Hauptmann: 22 mars 1916
- Major: 1er janvier 1935
- Oberstleutnant: 1er janvier 1938
- Oberst: 1er septembre 1940
- Generalmajor: 1er mars 1944